# Ethan Quinn
Ethan Quinn (Fresno, 12 marzo 2004) è un tennista statunitense.
In singolare ha raggiunto il terzo turno nei tornei del circuito maggiore solo all'Open di Francia 2025, ha vinto alcuni tornei nei circuiti minori e ha raggiunto l'81° posto del ranking ATP nell'agosto 2025. In doppio ha vinto alcuni tornei ITF e non è andato oltre il 325º posto.

## Biografia

### 2022
Quinn comincia a frequentare il circuito ITF con stabilità a inizio 2022, raggiunge la sua prima finale al quarto tentativo al torneo M15 di Vero Beach e viene sconfitto da Sekou Bangoura. A giugno vince il suo primo torneo battendo nell'atto conclusivo dell'M15 di San Diego il danese August Holmgren.
Ad agosto riceve una wild card per le qualificazioni degli US Open 2022, dove batte al primo turno il messicano Ernesto Escobedo e viene eliminato al secondo turno da Federico Delbonis.
Chiude la stagione disputando i suoi primi torneo dell'ATP Challenger Tour,  raggiungendo la 454° posizione del ranking dopo aver cominciato la stagione da non classificato.

### 2023
Nei primi mesi del 2023 si dedica al tennis universitario, a maggio si laurea campione NCAA in singolare rappresentando l'Università della Georgia e un mese dopo passa al professionismo, vincendo subito il suo terzo torneo a Wichita.
A luglio riceve una wild card per il tabellone principale dell'Hall of Fame Open e vince il suo primo incontro a livello ATP battendo il qualificato indiano Mukund Sasikumar. Con un'altra wild card debutta nel main draw di un torneo del Grande Slam agli US Open 2023 e viene subito sconfitto da Bernabé Zapata Miralles. Tra ottobre e novembre ottiene i migliori risultati della stagione raggiungendo le semifinali ai Challenger di Charlottesville e Urbana.

### 2024
A fine gennaio disputa la sua prima finale Challenger al Cleveland Open e perde contro Patrick Kypson. Nel resto della stagione non coglie alcun risultato di rilievo, stazionando tra la 250° e la 300° posizione del ranking fino al torneo di Urbana, dove vince il primo titolo Challenger con il successo in finale su Nishesh Basavareddy, portandosi a ridosso della top 200.

### 2025
Inizia la stagione al Challenger di Canberra, raggiunge la finale eliminando nei quarti Vít Kopřiva e in semifinale Martín Landaluce, e perde con un doppio 6-4 contro João Fonseca. Sconfitto nelle qualificazioni agli Australian Open, le supera sia al Dallas Open che al Delray Beach Open e in entrambi i tornei esce al secondo turno per mano rispettivamente di Tommy Paul e Marcos Giron. Dopo la semifinale al Challenger del San Diego Open, si qualifica per entrambi gli ATP 1000 del Sunshine Double e perde in entrambi al primo turno: a Indian Wells Open da Zizou Bergs e a Miami da Tristan Schoolkate.
Supera le qualificazioni anche al Barcelona Open, e perde al primo turno contro Carlos Alcaraz, e al Masters 1000 di Madrid in cui batte al primo turno Dusan Lajovic prima di perdere in due set contro Jakub Mensik. Al Roland Garros supera per la prima volta le qualificazioni di un torneo dello Slam sconfiggendo l'estone Mark Lajal, Bernard Tomic e Thiago Agustín Tirante. Si spinge poi fino al terzo turno e cede in cinque set a Tallon Griekspoor dopo i successi su Grigor Dimitrov (che si ritira nel corso del terzo set) e Alexander Shevchenko. Continua a salire nel ranking dopo le sconfitte al secondo turno sull'erba dei Mallorca Championships e di Wimbledon e sale all'81° posto mondiale dopo aver raggiunto il secondo turno anche al Washington Open e nei Masters 1000 del Canadian Open e del Cincinnati Open.

## Statistiche

### Tornei minori

#### Singolare

##### Vittorie (4)
| Legenda tornei minori |
| Challenger (1)        |
| ITF (3)               |

| N. | Data             | Torneo                                 | Superficie  | Avversario in finale | Punteggio           |
| 1. | giugno 2022      | M15 USA, San Diego                     | Cemento     | August Holmgren      | 3–6, 7–6(7), 7–6(4) |
| 2. | luglio 2022      | M25 USA, Champaign                     | Cemento     | Stefan Dostanic      | 6–4, 6(4)–7, 6–2    |
| 3. | giugno 2023      | M25 USA, Wichita                       | Cemento     | Ozan Baris           | 6–3, 7–5            |
| 4. | 17 novembre 2024 | Champaign-Urbana Challenger, Champaign | Cemento (i) | Nishesh Basavareddy  | 6–3, 6–1            |

##### Finali perse (3)
| Legenda tornei minori |
| Challenger (2)        |
| ITF (1)               |

| N. | Data            | Torneo                                  | Superficie  | Avversario in finale | Punteggio     |
| 1. | maggio 2022     | M15 USA, Vero Beach                     | Terra rossa | Sekou Bangoura       | 4–6, 3–6      |
| 2. | 4 febbraio 2024 | Cleveland Open, Cleveland               | Cemento (i) | Patrick Kypson       | 6–4, 3–6, 2–6 |
| 3. | 4 gennaio 2025  | Canberra Tennis International, Canberra | Cemento     | João Fonseca         | 4–6, 4–6      |

#### Doppio

##### Vittorie (2)
| Legenda tornei minori |
| Challenger (0)        |
| ITF (2)               |

| N. | Data        | Torneo                   | Superficie | Compagno       | Avversari in finale          | Punteggio        |
| 1. | giugno 2022 | M15 USA, Los Angeles     | Cemento    | Daniel Vallejo | Aidan Mayo Keenan Mayo       | 7–5, 6–4         |
| 2. | luglio 2022 | M15 USA, Fountain Valley | Cemento    | Daniel Vallejo | Abraham Asaba Sekou Bangoura | 6–0, 3–6, [10–8] |

##### Finali perse (3)
| Legenda tornei minori |
| Challenger (2)        |
| ITF (1)               |

| N. | Data              | Torneo                        | Superficie  | Compagno           | Avversari in finale             | Punteggio           |
| 1. | giugno 2022       | M15 USA, San Diego            | Cemento     | Siem Woldeab       | Li Zhe Yang Tsung-hua           | 4–6, 6–3, [8–10]    |
| 2. | 13 aprile 2024    | Sarasota Open 2013, Sarasota  | Terra rossa | Tennys Sandgren    | Tristan Boyer Oliver Crawford   | 4–6, 2–6            |
| 3. | 21 settembre 2024 | Columbus Challenger, Columbus | Cemento (i) | Christian Harrison | Hans Hach Verdugo James Trotter | 4–6, 7–6(6), [9–11] |